# Tratado sobre la tolerancia
El Tratado sobre la tolerancia es una obra que François-Marie Arouet, más conocido como Voltaire, escribió y publicó en 1763 en el Castillo de Ferney-Voltaire tras la muerte del hugonote Jean Calas, injustamente acusado y ejecutado el 10 de marzo de 1762 por el presunto asesinato de su hijo. Voltaire defendió la inocencia de Jean y consideró que se trataba de un suicidio.
En esta obra, Voltaire invita a la tolerancia entre las religiones, atacando con dureza el fanatismo religioso, especialmente el de los jesuitas. El filósofo francés había estudiado en su juventud en una escuela de esta orden, donde destacó por su ingenio y aplicación. Voltaire defiende en este Tratado la libertad de cultos, y critica las guerras religiosas como una práctica violenta y bárbara. Sostiene que nadie debe morir por sus ideas, y considera el fanatismo una enfermedad que debe combatirse y extirparse.
Voltaire fializó el trabajo el 2 de enero de 1763, y fue impreso por los hermanos Cramer en Ginebra en abril de 1763. Después de que se distribuyeran copias a destinatarios seleccionados, como Madame de Pompadour, ministros del consejo privado francés, Federico II el Grande, y algunos príncipes alemanes, comenzó a ser distribuido en octubre de 1763, siendo prohibido rápidamente. Sin embargo, el libro llegó hasta el público, y se convirtió en extremadamente popular París y en toda Europa.
El libro fue incluido por la Iglesia católica en el Índice de Libros Prohibidos en 1766.